# There & Back
There & Back – album studyjny brytyjskiego gitarzysty Jeffa Becka. Wydawnictwo ukazało się w czerwcu 1980 roku nakładem wytwórni muzycznej Epic Records. Płyta została zarejestrowana w londyńskich Ramport Studios. Becka w nagraniach wsparli Jan Hammer (perkusja, instrumenty klawiszowe), Simon Phillips (perkusja) oraz Tony Hymas (instrumenty klawiszowe)

## Lista utworów
Opracowano na podstawie materiału źródłowego.
| Nr | Tytuł utworu       | Autorzy                    | Długość |
| -- | ------------------ | -------------------------- | ------- |
| 1. | „Star Cycle”       | Jan Hammer                 | 4:59    |
| 2. | „Too Much to Lose” | Hammer                     | 2:59    |
| 3. | „You Never Know”   | Hammer                     | 4:03    |
| 4. | „The Pump”         | Tony Hymas, Simon Phillips | 5:50    |
| 5. | „El Becko”         | Hymas, Phillips            | 4:01    |
| 6. | „The Golden Road”  | Hymas, Phillips            | 4:58    |
| 7. | „Space Boogie”     | Hymas, Phillips            | 5:10    |
| 8. | „The Final Peace”  | Jeff Beck, Hymas           | 3:38    |
|    |                    |                            | 35:38   |

## Listy sprzedaży
| Lista             | Kraj              | Pozycja |
| ----------------- | ----------------- | ------- |
| Billboard 200     | Stany Zjednoczone | 21      |
| UK Albums Chart   | Wielka Brytania   | 38      |
| Sverigetopplistan | Szwecja           | 36      |